# Rejsek (nástroj)

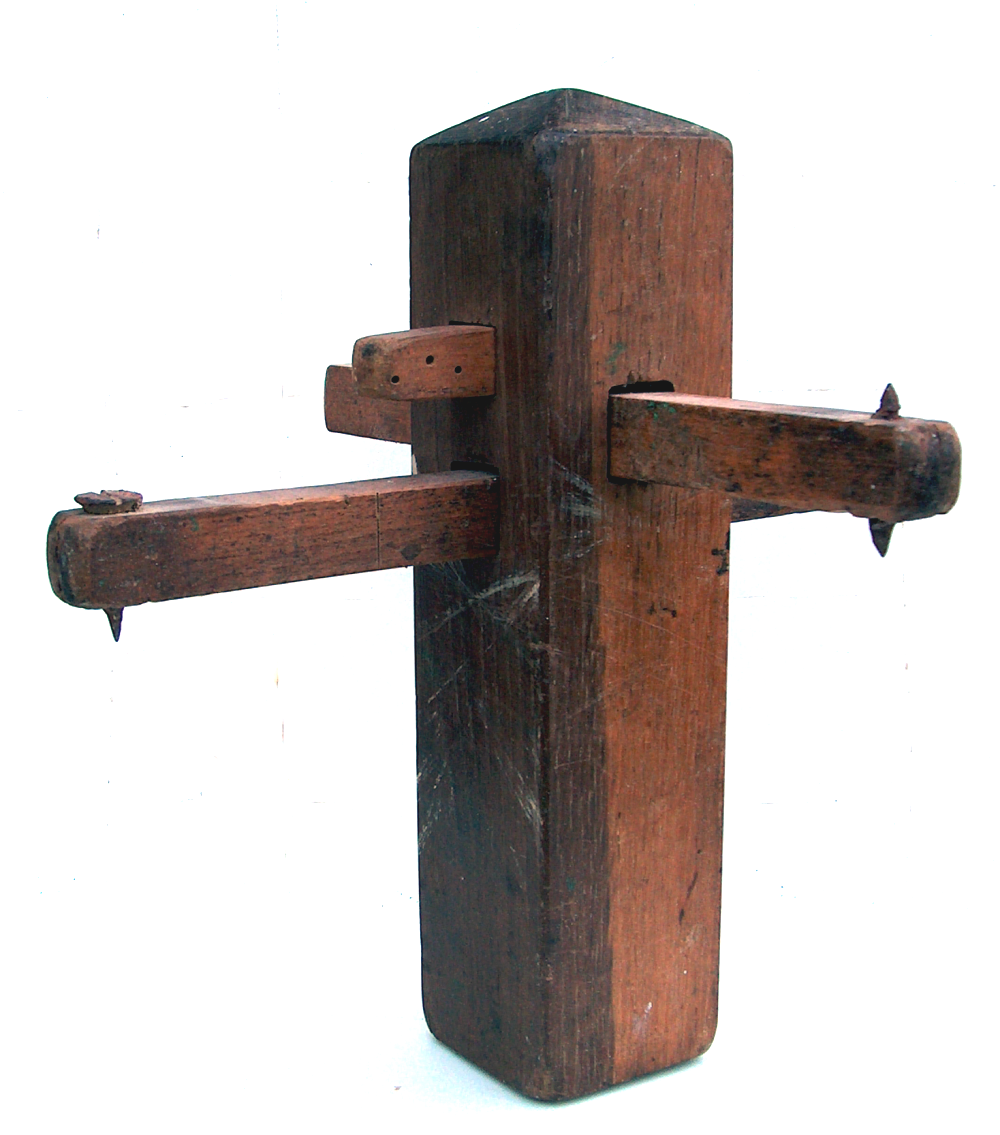
Historický dvouramenný rejsek

Rejsek je nástroj na kreslení čar rovnoběžných s hranou tělesa, například hranolku nebo desky. Je používaný hlavně truhláři, koláři a jinými řemeslníky pracujícími se dřevem. Používá se pro rýsování („opisování“) čepů, dlabů a jiných konstrukčních prvků zejména v případě ručního opracování. Jako kreslicí nástroj může být v ramenu rejsku instalován ostrý hrot nebo tužka. Rejsek může mít jedno nebo více rýsovacích ramen, na rameně může být milimetrová stupnice pro odměření nastavené vzdálenosti od hrany. Staré rejsky byly ze dřeva, moderní rejsky bývají plastové či kovové.